# 翟象俊
翟象俊（1939年—2019年7月8日），中国翻译家，山东章丘人。复旦大学外文系副主任、教授，上海翻译家协会原副会长，享受国务院特殊津贴。译著有《乱世佳人》《钱商》和《阿马罗神父的罪恶》等。